# Siphonogorgia pallida
Siphonogorgia pallida is een zachte koraalsoort uit de familie Nidaliidae. De koraalsoort komt uit het geslacht Siphonogorgia. Siphonogorgia pallida werd in 1889 voor het eerst wetenschappelijk beschreven door Studer. 